# 赫尔曼·冯·萨尔扎

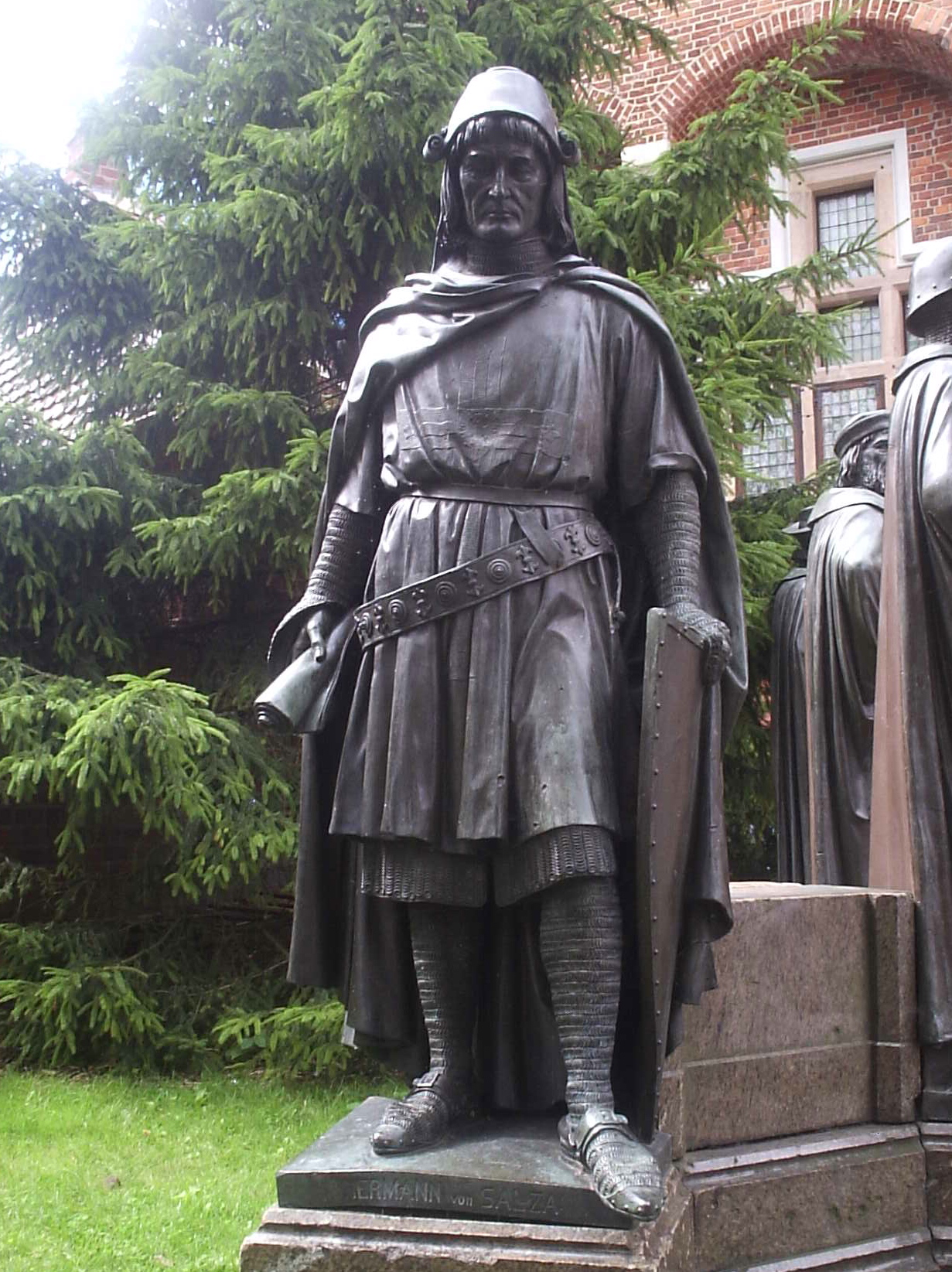
馬林堡的萨尔扎塑像

赫尔曼·冯·萨尔扎（德語：Hermann von Salza）（约1165年—1239年3月20日）是条顿骑士团的第四任大團長，从1210年到1239年任职。赫尔曼是一位与神圣罗马帝国皇帝和教皇有联系的熟练外交官，负责监督军事修会扩展到普鲁士。
赫尔曼·冯·萨尔扎出生于图林根的方伯家庭，可能在巴特朗根萨尔察的Dryburg城堡。与图林根的路易三世伯爵一起，他可能已经参加了1189至91年的阿卡围攻。他还可能与伯爵赫尔曼一世和亨内堡伯爵奥托·冯·博腾劳本一起参加了1197年的十字军东征，并见证了耶路撒冷国王阿马尔里克二世的加冕典礼。十字军东征在亨利六世去世后中止，此后条顿骑士团在大團長海因里希·沃尔波特·冯·巴森海姆的领导下重新建立为军事修會，以确保被征服的圣地的庄园。赫尔曼加入骑士团的确切时间尚不清楚，但他于1210年首次在布赖恩的约翰伯爵加冕为耶路撒冷国王时以大團長的身份出现。因此，他可能在第一次加入时曾在地中海地区待过一段时间。在此期间，骑士团的活动从西班牙扩展到了利沃尼亚。
赫尔曼是霍亨斯陶芬王朝皇帝腓特烈二世的朋友和顾问，从1222年起，他在教皇法庭担任调解员。教皇何諾三世也承认赫尔曼的能力，并授予条顿骑士团与医院骑士团和圣殿骑士团同等的地位，改變了此前条顿骑士团在之前的大團長统治下衰落的勢頭。
回到欧洲后，赫尔曼帮助结束了钥匙之战并解除了腓特烈的绝罚。随后，马祖里亚的康拉德一世要求他与异教的古普鲁士人作战。在赫尔曼获得教皇和皇帝的批准后，骑士们于1230年开始了漫长的普鲁士基督教化运动。赫尔曼随后与教皇或皇帝的访问为骑士团带来了新的特权和捐款。1237年，他还获得了将利沃尼亚宝剑騎士團并入条顿骑士团的机会。赫尔曼作为教皇格里高利九世与皇帝之间的调解人的重要性可以从腓特烈与教皇之间的所有交流中看出。
然而在条顿骑士团内部，骑士们开始对他们的大團長的缺席感到不满，因此他们召回了他并让他退出了他的政治生活。赫爾曼作为一名宗教领袖不太成功，并很快于1238年退休到萨勒诺。他于1239年在那里去世。